# South Oxfordshire
South Oxfordshire – dystrykt w hrabstwie Oxfordshire w Anglii.

## Miasta
- Didcot
- Henley-on-Thames
- Thame
- Wallingford
- Watlington

## Inne miejscowości
Adwell, Albury, Aston Rowant, Aston Tirrold, Aston Upthorpe, Baldon Row, Beckley and Stowood, Beckley, Benson, Berinsfield, Berrick Salome, Binfield Heath, Bix and Assendon, Bix, Brightwell Baldwin, Brightwell-cum-Sotwell, Britwell Salome, Burcot, Chalgrove, Checkendon, Chinnor, Chiselhampton, Cholsey, Christmas Common, Clifton Hampden, Crowmarsh Gifford, Cuddesdon, Culham, Cuxham, Dorchester on Thames, Drayton St. Leonard, Dunsden Green, Easington, East Hagbourne, Elsfield, Emmington, Ewelme, Forest Hill, Fulscot, Gallowstree Common, Garsington, Goring-on-Thames, Great Haseley, Great Holcombe, Great Milton, Harpsden, Henton, Highmoor, Holton, Horspath, Ipsden, Kidmore End, Kingston Blount, Lewknor, Little Baldon, Little Wittenham, Littlestoke, Long Wittenham, Lower Assendon, Mapledurham, Marsh Baldon, Middle Assendon, Moulsford, Nettlebed, Newington, Newnham Murren, Northend, North Moreton, North Stoke, Nuffield, Nuneham Courtenay, Oakley, Pishill, Postcombe, Preston Crowmarsh, Pyrton, Rotherfield Greys, Rotherfield Peppard, Sandford-on-Thames, Shiplake, Shirburn, Sonning Common, South Moreton, South Stoke, South Weston, Stadhampton, Stanton St. John, Stoke Row, Stoke Talmage, Stonor, Stonor Park, Sydenham, Tetsworth, Tiddington, Toot Baldon, Towersey, Trench Green, Warborough, Waterperry, Waterstock, West Hagbourne, Wheatley, Whitchurch Hill, Whitchurch-on-Thames, Winterbrook, Woodcote, Woodeaton.